# 78º Campeonato Brasileiro Absoluto de Xadrez
O 78º Campeonato Brasileiro Absoluto de Xadrez foi uma competição de xadrez organizada pela CBX referente ao ano de 2011. A fase final foi disputada na cidade de Campinas de 9 a 20 de dezembro de 2011. O Grande Mestre Rafael Leitão foi o campeão, somando 9 pontos em 11 possíveis (7 vitórias e 4 empates).

## Semifinal — Região 1 (Sul, Sudeste e Centro-Oeste)
Torneio classificatório da Região Sul/Sudeste/Centro-Oeste realizado em Brasília (DF) entre os dias 29 de outubro e 2 de novembro de 2011 pelo Sistema Suíço (8 rodadas). Classificaram-se para fase final os 4 primeiros colocados.
Sistema de pontuação
- 1,0 ponto por vitória
- 0,5 ponto por empate
- 0,0 ponto por derrota

Critérios de desempate
1. Buchholz Mediano
2. Buchholz Total
3. Progressivo

| Pos | Título | Nome                           | UF | Pts | MBuch | Buch | Prog | Rd 1    | Rd 2    | Rd 3    | Rd 4    | Rd 5    | Rd 6    | Rd 7    | Rd 8    |
| --- | ------ | ------------------------------ | -- | --- | ----- | ---- | ---- | ------- | ------- | ------- | ------- | ------- | ------- | ------- | ------- |
| 1º  | GM     | Felipe El Debs                 | SC | 7,0 | 33,0  | 42,0 | 34,5 | 51º vit | 15º vit | 27º vit | 4º vit  | 3º vit  | 7º vit  | 2º emp  | 6º emp  |
| 2º  | GM     | Krikor Mekhitarian             | SP | 6,0 | 30,5  | 42,0 | 28,0 | 24º vit | 19º vit | 21º emp | 14º vit | 7º der  | 10º vit | 1º emp  | 16º vit |
| 3º  | IM     | Evandro Amorim Barbosa         | SP | 6,0 | 30,5  | 40,5 | 28,0 | 53º vit | 8º vit  | 17º emp | 10º vit | 1º der  | 21º vit | 13º emp | 19º vit |
| 4º  | FM     | Haroldo Cunha dos Santos       | SC | 6,0 | 28,5  | 39,5 | 27,0 | 39º vit | 26º vit | 29º vit | 1º der  | 8º der  | 36º vit | 24º vit | 13º vit |
| 5º  | IM     | Roberto Junio Brito Molina     | SC | 6,0 | 27,0  | 35,0 | 26,5 | 32º vit | 41º emp | 58º vit | 21º der | 50º vit | 28º vit | 16º emp | 7º vit  |
| 6º  | FM     | Luiz Guilherme Aurelli Abdalla | SP | 6,0 | 26,0  | 35,0 | 28,5 | 45º vit | 58º emp | 60º vit | 50º emp | 20º vit | 9º vit  | 8º emp  | 1º emp  |
| 7º  |        | Diogo Duarte Guimarães         | RJ | 5,5 | 31,0  | 40,5 | 29,0 | 54º vit | 18º vit | 13º emp | 22º vit | 2º vit  | 1º der  | 17º vit | 5º der  |
| 8º  |        | João Paulo Cassemiro Marques   | MG | 5,5 | 31,0  | 40,0 | 26,0 | 34º vit | 3º der  | 39º vit | 51º vit | 4º vit  | 16º emp | 6º emp  | 12º emp |
| 9º  |        | Lucas Aguiar                   | DF | 5,5 | 27,0  | 36,0 | 26,0 | 44º vit | 52º vit | 14º der | 37º vit | 23º vit | 6º der  | 15º emp | 25º vit |
| 10º | FM     | Lincoln Lucena                 | DF | 5,5 | 25,5  | 33,5 | 24,5 | 38º vit | 60º emp | 43º vit | 3º der  | 59º vit | 2º der  | 27º vit | 29º vit |
| 11º |        | Otto Dmitry Garkaus Hernandes  | SP | 5,5 | 25,0  | 32,0 | 22,5 | 70º vit | 14º der | 52º vit | 29º emp | 28º der | 61º vit | 21º vit | 22º vit |
| 12º | FM     | Ricardo da Silva Teixeira      | RJ | 5,5 | 22,5  | 30,0 | 20,5 | 35º der | 36º der | 56º vit | 65º vit | 18º vit | 53º vit | 26º vit | 8º emp  |
| 13º | FM     | Álvaro Z. Aranha Filho         | SC | 5,0 | 31,0  | 41,5 | 27,0 | 33º vit | 20º vit | 7º emp  | 16º emp | 21º vit | 17º emp | 3º emp  | 4º der  |
| 14º |        | Carlos Alessandro A. da Silva  | RJ | 5,0 | 29,5  | 38,5 | 26,0 | 55º vit | 11º vit | 9º vit  | 2º der  | 15º emp | 29º emp | 25º emp | 18º emp |
| 15º |        | Davi da Silva Nascimento       | DF | 5,0 | 29,0  | 38,5 | 24,0 | 56º vit | 1º der  | 25º vit | 24º vit | 14º emp | 22º emp | 9º emp  | 17º emp |
| 16º | WFM    | Vanessa Feliciano Ebert        | SP | 5,0 | 29,0  | 37,0 | 27,0 | 65º vit | 35º vit | 22º emp | 13º emp | 26º vit | 8º emp  | 5º emp  | 2º der  |
| 17º |        | Marcio Netto Baeta             | RJ | 5,0 | 26,5  | 35,5 | 26,5 | 57º vit | 66º vit | 3º emp  | 23º emp | 35º vit | 13º emp | 7º der  | 15º emp |
| 18º | FM     | Simão Poscidonio Dias          | MG | 5,0 | 26,0  | 34,0 | 22,0 | 63º vit | 7º der  | 42º vit | 27º emp | 12º der | 45º vit | 28º vit | 14º emp |
| 19º |        | Gabriel Ricardo Salim Name     | SP | 5,0 | 23,5  | 32,5 | 22,0 | 68º vit | 2º der  | 35º der | 42º vit | 47º vit | 51º vit | 23º vit | 3º der  |
| 20º |        | Tiago Garrido Abrantes         | DF | 5,0 | 22,5  | 31,0 | 22,0 | 62º vit | 13º der | 54º vit | 53º vit | 6º der  | 24º der | 41º vit | 35º vit |
| 21º |        | Gerson Peres Batista           | MG | 4,5 | 30,0  | 39,0 | 24,0 | 47º vit | 42º vit | 2º emp  | 5º vit  | 13º der | 3º der  | 11º der | 38º vit |
| 22º | FM     | Charles Gauche                 | SC | 4,5 | 29,0  | 38,0 | 24,5 | 31º vit | 59º vit | 16º emp | 7º der  | 30º vit | 15º emp | 29º emp | 11º der |
| 23º | FM     | Adriano Valle                  | DF | 4,5 | 28,0  | 37,5 | 23,5 | 25º vit | 50º emp | 36º vit | 17º emp | 9º der  | 37º vit | 19º der | 24º emp |
| 24º |        | Felipe Botelho Rabello         | DF | 4,5 | 27,5  | 35,0 | 20,5 | 2º der  | 71º vit | 66º vit | 15º der | 38º vit | 20º vit | 4º der  | 23º emp |
| 25º |        | Rafael Figueiredo de Paula     | DF | 4,5 | 27,0  | 35,5 | 20,0 | 23º der | 34º vit | 15º der | 40º vit | 66º vit | 50º vit | 14º emp | 9º der  |
| 26º |        | Luis Ernesto Serra A. Fonseca  | RS | 4,5 | 26,5  | 35,5 | 22,5 | 49º vit | 4º der  | 47º vit | 32º vit | 16º der | 35º vit | 12º der | 33º emp |
| 27º |        | Heverton Gisclan               | DF | 4,5 | 26,0  | 35,5 | 21,5 | 61º vit | 37º vit | 1º der  | 18º emp | 36º der | 58º vit | 10º der | 49º vit |
| 28º |        | Tarciano Bandeira              | MT | 4,5 | 25,5  | 34,5 | 20,5 | 42º der | 57º vit | 33º vit | 59º emp | 11º vit | 5º der  | 18º der | 45º vit |
| 29º |        | Marlos de Almeida Damasceno    | GO | 4,5 | 24,5  | 31,5 | 24,0 | 71º vit | 72º vit | 4º der  | 11º emp | 58º vit | 14º emp | 22º emp | 10º der |
| 30º |        | Jerônimo Marques Pimenta       | DF | 4,5 | 22,0  | 28,5 | 19,5 | 52º der | 65º vit | 61º emp | 43º vit | 22º der | 44º vit | 36º emp | 31º emp |
| 31º |        | Francisco Serra Azul Neto      | DF | 4,5 | 21,5  | 28,5 | 15,5 | 22º der | 46º der | 62º vit | 52º der | 40º vit | 42º vit | 51º vit | 30º emp |
| 32º |        | Raimundo Nascimento Felix      | DF | 4,5 | 21,0  | 28,5 | 18,0 | 5º der  | 69º vit | 67º vit | 26º der | 44º emp | 41º der | 46º vit | 43º vit |
| 33º |        | Gilsomar Silva Barbalho        | DF | 4,5 | 21,0  | 28,0 | 16,5 | 13º der | 56º vit | 28º der | 44º der | 43º vit | 65º vit | 54º vit | 26º emp |
| 34º |        | Leonardo Ribeiro Machado       | RS | 4,5 | 20,0  | 28,0 | 14,0 | 8º der  | 25º der | 45º emp | 63º vit | 61º der | 55º vit | 58º vit | 51º vit |
| 35º |        | Rodrigo Moreira Cavalcante     | DF | 4,0 | 28,5  | 37,5 | 21,0 | 12º vit | 16º der | 19º vit | 41º vit | 17º der | 26º der | 50º vit | 20º der |
| 36º |        | Antonio Daniel Nobre Mendes    | DF | 4,0 | 27,0  | 35,0 | 21,0 | 43º emp | 12º vit | 23º der | 60º vit | 27º vit | 4º der  | 30º emp | W.O     |
| 37º |        | Espedito Severiano Sales Filho | DF | 4,0 | 24,5  | 32,5 | 20,0 | 48º vit | 27º der | 38º vit | 9º der  | 54º vit | 23º der | 52º vit | W.O     |
| 38º |        | Tarciso Rocha                  | DF | 4,0 | 22,0  | 29,0 | 17,0 | 10º der | 70º vit | 37º der | 67º vit | 24º der | 48º vit | 53º vit | 21º der |
| 39º |        | Ivo Pereira de Arruda Filho    | GO | 4,0 | 20,5  | 29,0 | 14,0 | 4º der  | 49º vit | 8º der  | 66º der | 62º vit | 46º der | 69º vit | 54º vit |
| 40º |        | Tulio Lamego Jaudy             | MT | 4,0 | 20,0  | 26,5 | 13,0 | 50º der | 55º vit | 51º der | 25º der | 31º der | 64º vit | 65º vit | 53º vit |
| 41º |        | Kleber Victor Ferreira         | RJ | 3,5 | 25,0  | 33,0 | 18,5 | 46º vit | 5º emp  | 50º der | 35º der | 60º vit | 32º vit | 20º der | W.O     |
| 42º |        | Jerry Dibai                    | MG | 3,5 | 25,0  | 31,5 | 14,0 | 28º vit | 21º der | 18º der | 19º der | 67º vit | 31º der | 48º emp | 52º vit |
| 43º |        | Everton Batista Togni          | RS | 3,5 | 24,0  | 31,0 | 16,0 | 36º emp | 67º vit | 10º der | 30º der | 33º der | 57º vit | 61º vit | 32º der |
| 44º |        | Jr Wagner Primo Figueiredo     | DF | 3,5 | 23,5  | 31,0 | 14,0 | 9º der  | 51º der | 48º vit | 33º vit | 32º emp | 30º der | 45º der | 60º vit |
| 45º |        | Valdir Uchoa Ribeiro Jr        | DF | 3,5 | 22,5  | 30,5 | 14,0 | 6º der  | 62º der | 34º emp | 64º vit | 70º vit | 18º der | 44º vit | 28º der |
| 46º |        | Francisco Edmundo de Andrade   | DF | 3,5 | 22,0  | 29,5 | 15,5 | 41º der | 31º vit | 59º der | 55º vit | 51º der | 39º vit | 32º der | 47º emp |
| 47º |        | Ricardo Luis Borba Rapouso     | SC | 3,5 | 20,5  | 28,0 | 14,5 | 21º der | 64º vit | 26º der | 62º vit | 19º der | 52º der | 68º vit | 46º emp |
| 48º |        | Amanda Karsburg Fontella       | RS | 3,5 | 20,0  | 26,5 | 11,0 | 37º der | 61º der | 44º der | 68º vit | 69º vit | 38º der | 42º emp | 65º vit |
| 49º |        | Gennady Saenko                 | DF | 3,5 | 18,0  | 24,0 | 12,0 | 26º der | 39º der | 65º der | 56º vit | 55º emp | 71º vit | 60º vit | 27º der |
| 50º |        | Fernando Barbosa               | SP | 3,0 | 27,5  | 37,5 | 20,0 | 40º vit | 23º emp | 41º vit | 6º emp  | 5º der  | 25º der | 35º der | W.O     |
| 51º |        | Estevão Luiz Soares            | DF | 3,0 | 27,0  | 37,5 | 17,0 | 1º der  | 44º vit | 40º vit | 8º der  | 46º vit | 19º der | 31º der | 34º der |
| 52º |        | Jair Cardona Bueno             | PR | 3,0 | 25,5  | 34,0 | 16,0 | 30º vit | 9º der  | 11º der | 31º vit | 53º der | 47º vit | 37º der | 42º der |
| 53º |        | David Borensztajn              | RJ | 3,0 | 24,5  | 31,5 | 17,0 | 3º der  | 68º vit | 72º vit | 20º der | 52º vit | 12º der | 38º der | 40º der |
| 54º |        | Agnaldo Braga Silva            | DF | 3,0 | 23,5  | 30,0 | 15,0 | 7º der  | 63º vit | 20º der | 72º vit | 37º der | 66º vit | 33º der | 39º der |
| 55º |        | José Carlos Ferreira           | RJ | 3,0 | 21,5  | 29,0 | 10,5 | 14º der | 40º der | 68º vit | 46º der | 49º emp | 34º der | 63º vit | 57º emp |
| 56º |        | Anibal Ribeiro Olivo           | DF | 3,0 | 20,5  | 27,0 | 6,0  | 15º der | 33º der | 12º der | 49º der | 68º der | bye     | 70º vit | 69º vit |
| 57º |        | Westerley Batista Campos       | DF | 3,0 | 17,0  | 23,0 | 9,5  | 17º der | 28º der | 64º emp | 70º der | 72º vit | 43º der | 71º vit | 55º emp |
| 58º |        | Romildo Magalhaes Martins      | DF | 2,5 | 26,5  | 36,0 | 16,5 | 73º vit | 6º emp  | 5º der  | 61º vit | 29º der | 27º der | 34º der | W.O     |
| 59º |        | Guilherme Vilela Rezende       | GO | 2,5 | 25,0  | 34,0 | 16,5 | 78º vit | 22º der | 46º vit | 28º emp | 10º der | W.O     | W.O     | W.O     |
| 60º |        | Sebastião Silva Magalhães Jr   | DF | 2,5 | 24,5  | 32,5 | 14,5 | 74º vit | 10º emp | 6º der  | 36º der | 41º der | 70º vit | 49º der | 44º der |
| 61º |        | Marcio de Souza Pessoa         | DF | 2,5 | 24,5  | 32,5 | 14,0 | 27º der | 48º vit | 30º emp | 58º der | 34º vit | 11º der | 43º der | W.O     |
| 62º |        | Silvio Renan Pimentel Betat    | SP | 2,5 | 19,0  | 25,0 | 9,0  | 20º der | 45º vit | 31º der | 47º der | 39º der | 63º der | 72º emp | 71º vit |
| 63º |        | Paulo Roberto Mendonça         | DF | 2,5 | 17,0  | 23,5 | 9,5  | 18º der | 54º der | 69º vit | 34º der | 65º der | 62º vit | 55º der | 70º emp |
| 64º |        | Luiz A. Godoy M. dos Santos    | DF | 2,5 | 16,5  | 22,5 | 6,0  | W.O     | 47º der | 57º emp | 45º der | 71º der | 40º der | 67º vit | bye     |
| 65º |        | Luis Augusto Maio Guedes       | DF | 2,0 | 25,0  | 33,0 | 10,0 | 16º der | 30º der | 49º vit | 12º der | 63º vit | 33º der | 40º der | 48º der |
| 66º |        | Adriano Cosme Fregona          | DF | 2,0 | 24,0  | 32,0 | 13,0 | 75º vit | 17º der | 24º der | 39º vit | 25º der | 54º der | W.O     | W.O     |
| 67º |        | João Antonio Silva             | DF | 2,0 | 19,5  | 25,0 | 9,0  | 77º vit | 43º der | 32º der | 38º der | 42º der | 68º der | 64º der | 72º vit |
| 68º |        | Helio Cardoso                  | DF | 2,0 | 18,5  | 25,0 | 7,0  | 19º der | 53º der | 55º der | 48º der | 56º vit | 67º vit | 47º der | W.O     |
| 69º |        | Hugo de Melo Lux               | DF | 2,0 | 18,5  | 24,0 | 8,0  | W.O     | 32º der | 63º der | 71º vit | 48º der | 72º vit | 39º der | 56º der |
| 70º |        | Claudio Nishizawa              | DF | 2,0 | 17,5  | 24,5 | 8,5  | 11º der | 38º der | 71º emp | 57º vit | 45º der | 60º der | 56º der | 63º emp |
| 71º |        | Queenti Matsuura               | DF | 1,5 | 18,5  | 25,0 | 7,0  | 29º der | 24º der | 70º emp | 69º der | 64º vit | 49º der | 57º der | 62º der |
| 72º |        | Diones Balzani                 | DF | 1,5 | 17,0  | 23,0 | 9,0  | 76º vit | 29º der | 53º der | 54º der | 57º der | 69º der | 62º emp | 67º der |
| 73º | IM     | Wellington Carlos Rocha        | SP | 0,0 | 16,5  | 22,0 | 0,0  | 58º der | W.O     | W.O     | W.O     | W.O     | W.O     | W.O     | W.O     |
| 74º | CM     | Diego Lima Wilhelms            | DF | 0,0 | 16,5  | 22,0 | 0,0  | 60º der | W.O     | W.O     | W.O     | W.O     | W.O     | W.O     | W.O     |
| 75º |        | Aquiles Machado de Oliveira    | GO | 0,0 | 16,5  | 22,0 | 0,0  | 66º der | W.O     | W.O     | W.O     | W.O     | W.O     | W.O     | W.O     |
| 76º |        | Marceley Martins Mariano       | GO | 0,0 | 16,5  | 22,0 | 0,0  | 72º der | W.O     | W.O     | W.O     | W.O     | W.O     | W.O     | W.O     |
| 77º |        | Paulo Cesar Costa              | PR | 0,0 | 16,5  | 22,0 | 0,0  | 67º der | W.O     | W.O     | W.O     | W.O     | W.O     | W.O     | W.O     |
| 78º |        | Gustavo de Oliveira Hernandes  | RS | 0,0 | 16,5  | 22,0 | 0,0  | 59º der | W.O     | W.O     | W.O     | W.O     | W.O     | W.O     | W.O     |

## Semifinal — Região 2 (Norte e Nordeste)
Torneio classificatório da Região Norte/Nordeste realizado em 8 rodadas pelo Sistema Suíço. Classificaram-se para fase final os 2 primeiros colocados.
Sistema de pontuação
- 1,0 ponto por vitória
- 0,5 ponto por empate
- 0,0 ponto por derrota

Critérios de desempate
1. Buchholz Mediano
2. Buchholz Total
3. Sonneborn Berger

| Pos | Nome                                | UF | Pts | MBuch | TBuch | Berger |
| --- | ----------------------------------- | -- | --- | ----- | ----- | ------ |
| 1º  | Paulo Jatobá de Oliveira Reis       | BA | 6,5 | 30,0  | 40,5  | 31,50  |
| 2º  | Yago Santiago                       | PE | 6,5 | 30,0  | 40,5  | 31,25  |
| 3º  | Luismar Brito                       | PB | 6,0 | 32,5  | 41,0  | 29,50  |
| 4º  | Renan do Carmo Reis                 | AM | 6,0 | 27,0  | 36,0  | 25,50  |
| 5º  | Carlos Alberto Barreto Filho        | RN | 5,5 | 32,0  | 42,0  | 27,00  |
| 6º  | Andrey M. Souza Neves               | AM | 5,5 | 29,5  | 39,0  | 24,00  |
| 7º  | Vinicius Tine Martins               | PB | 5,5 | 29,5  | 38,5  | 23,25  |
| 8º  | Gerson de Assis Salles              | RR | 5,5 | 28,5  | 37,5  | 24,50  |
| 9º  | Wagner da Silva Borges              | MA | 5,5 | 25,5  | 34,0  | 23,50  |
| 10º | Leonardo Eleuterio da Silveira      | PA | 5,5 | 24,5  | 32,5  | 22,75  |
| 11º | Bergson Fragoso Fernandes Filho     | MA | 5,0 | 28,0  | 37,0  | 21,75  |
| 12º | Cesidio Rocha Monteiro Neto         | BA | 5,0 | 27,5  | 34,0  | 19,50  |
| 13º | Máximo Iack Macedo                  | RN | 5,0 | 26,5  | 36,5  | 20,75  |
| 14º | Bruno M. F. Santiago                | PA | 5,0 | 26,5  | 35,0  | 21,25  |
| 15º | Adriano Albiani Barata              | BA | 5,0 | 26,0  | 34,0  | 19,75  |
| 16º | Max do Carmo Correia                | SE | 5,0 | 25,5  | 33,5  | 19,50  |
| 17º | Nicolau Leitão                      | MA | 5,0 | 24,5  | 33,5  | 19,75  |
| 18º | Paulo Cohen Farias                  | PA | 5,0 | 23,0  | 30,0  | 18,25  |
| 19º | Felipe Soares Damous                | MA | 4,5 | 29,5  | 39,0  | 19,25  |
| 20º | Alexandre Santana Azevedo           | MA | 4,5 | 28,0  | 36,5  | 19,00  |
| 21º | Luciano Souza Zallio                | BA | 4,5 | 27,5  | 34,5  | 15,50  |
| 22º | Endson dos Santo Limas              | RR | 4,5 | 26,0  | 34,5  | 17,00  |
| 23º | José Frederico de Saboya e Silva    | CE | 4,5 | 26,0  | 34,0  | 16,50  |
| 24º | Adriano de Jesus Silva Cunha        | PA | 4,5 | 25,5  | 33,0  | 16,25  |
| 25º | Carlos Henrique Lopes Pinto         | RN | 4,5 | 25,0  | 33,5  | 16,25  |
| 26º | Sergio Roberto Alves Farias         | BA | 4,5 | 25,0  | 33,0  | 17,75  |
| 27º | Mikhail Zoltan Iwanon da Silva      | AM | 4,0 | 27,5  | 37,0  | 15,50  |
| 28º | Edmundo Roberto Ramos Azevedo       | BA | 4,0 | 26,5  | 36,5  | 16,75  |
| 29º | Nilton Silva Abreu                  | TO | 4,0 | 26,5  | 36,0  | 14,75  |
| 30º | Carlos Patrick S. de Albuquerque    | PA | 4,0 | 26,5  | 35,0  | 12,50  |
| 31º | Edmundo Reis Luz                    | MA | 4,0 | 26,0  | 35,5  | 15,50  |
| 32º | Marcos Paulo de Souza Monteiro      | PA | 4,0 | 26,0  | 34,0  | 15,00  |
| 33º | Luiz Eduardo Lopes Silva            | MA | 4,0 | 25,5  | 34,0  | 14,75  |
| 34º | Rafael de Souza Assis               | BA | 4,0 | 25,0  | 33,5  | 15,00  |
| 35º | Janio Ribeiro Lopes                 | RR | 4,0 | 24,5  | 32,0  | 12,00  |
| 36º | Antonio Galvão Barata Hemar         | BA | 4,0 | 24,0  | 31,5  | 12,00  |
| 37º | Igor Lucas G. Baptista              | BA | 4,0 | 23,5  | 32,0  | 11,50  |
| 38º | Jefferson Rian F. da Silva          | RO | 4,0 | 23,0  | 30,0  | 12,50  |
| 39º | Rodrigo Chaves da Silva             | PA | 4,0 | 22,5  | 30,0  | 13,75  |
| 40º | Raimundo Aldo Martins Tavares       | PA | 4,0 | 20,0  | 27,0  | 10,00  |
| 41º | José Pereira Maia                   | PA | 4,0 | 18,5  | 24,5  | 10,00  |
| 42º | Mario Henrique Andrade Fiaes        | BA | 3,5 | 28,5  | 37,0  | 15,50  |
| 43º | Jordan Rodrigues Gomes              | AM | 3,5 | 24,0  | 31,5  | 12,25  |
| 44º | Carlos Augusto Xavier do Nascimento | PA | 3,0 | 25,0  | 33,0  | 10,00  |
| 45º | Marcelo Menezes da Silva            | SE | 3,0 | 24,0  | 31,5  | 10,50  |
| 46º | Marcos Antonio dos Santos Lima      | RR | 3,0 | 23,5  | 30,5  | 9,25   |
| 47º | Rafael Felix Ribeiro da Costa       | PA | 3,0 | 23,5  | 30,5  | 9,00   |
| 48º | Roberto Cardoso da Silva            | MA | 3,0 | 23,0  | 29,0  | 6,50   |
| 49º | Eudismar Abreu Santos               | PI | 3,0 | 21,0  | 26,0  | 9,00   |
| 50º | Wesley Abreu Santana                | SE | 3,0 | 19,5  | 25,0  | 6,00   |
| 51º | Tarsis Esaú Gomes Almeida           | PA | 3,0 | 19,0  | 24,0  | 6,25   |
| 52º | Antonio Lazaro Albuquerque          | PA | 3,0 | 18,5  | 24,0  | 6,50   |
| 53º | Felipe de Moraes E. Moraes Reuel    | PA | 3,0 | 18,0  | 23,0  | 6,00   |
| 54º | Euclides Teixeira                   | PA | 3,0 | 17,5  | 23,0  | 8,50   |
| 55º | Marcos José Leão                    | PA | 2,5 | 20,0  | 26,0  | 7,25   |
| 56º | Sergio Luiz Cardoso Farias          | AM | 2,0 | 21,5  | 29,0  | 4,50   |
| 57º | Maykon Anderson de Souza Soares     | PA | 2,0 | 21,0  | 27,0  | 6,25   |
| 58º | Dombosco Lima Silva Filho           | MA | 2,0 | 20,5  | 25,5  | 5,50   |
| 59º | Enrique Alberto Soto Gutierrez      | AM | 2,0 | 17,0  | 22,5  | 3,25   |
| 60º | Vinicius Rian Rodrigues da Silva    | RO | 2,0 | 16,5  | 23,0  | 5,50   |
| 61º | João Paulo Mendes                   | PA | 2,0 | 13,5  | 18,5  | 4,50   |
| 62º | Maira Suellen Batista Andrade       | PA | 1,5 | 18,0  | 24,5  | 4,75   |
| 63º | Clóvis Ely Melo de Sousa            | AM | 1,0 | 9,5   | 15,5  | 3,00   |

## Fase final
O campeonato foi disputado no sistema de pontos corridos. O ritmo de jogo foi de 1:30h + 30 segundos de acréscimo por lance.
Sistema de pontuação
- 1,0 ponto por vitória
- 0,5 ponto por empate
- 0,0 ponto por derrota

Critérios de desempate
1. Confronto Direto
2. Sonneborn Berger
3. Sistema Koya
4. Maior número de vitórias
5. Maior número de jogos com as peças pretas

Árbitros
- AI Antônio Bento de Araújo Lima Filho (Principal)
- AN Cassius Alexandre da Silva (Adjunto)
- AR Guilherme Borelli (Auxiliar)

| Pos. | Nome                     | UF | Pontos | Confronto | Berger | Koya | Vitórias | Pretas |
| ---- | ------------------------ | -- | ------ | --------- | ------ | ---- | -------- | ------ |
| 1º   | Rafael Leitão            | SP | 9,0    | -         | 44,25  | 4,5  | 7        | 5      |
| 2º   | Alexandr Fier            | SP | 8,5    | -         | 41,75  | 4,0  | 6        | 5      |
| 3º   | Henrique Mecking         | SC | 7,0    | -         | 37,50  | 4,0  | 4        | 6      |
| 4º   | Felipe El Debs           | SC | 6,5    | -         | 26,75  | 2,0  | 6        | 6      |
| 5º   | Krikor Mekhitarian       | SP | 6,0    | -         | 26,25  | 2,0  | 5        | 6      |
| 6º   | Diego Di Berardino       | SP | 5,5    | 1         | 25,25  | 2,5  | 4        | 6      |
| 7º   | Everaldo Matsuura        | SP | 5,5    | 0         | 27,00  | 2,0  | 2        | 5      |
| 8º   | Evandro Amorim Barbosa   | SP | 4,5    | 1         | 20,50  | 2,0  | 2        | 5      |
| 9º   | Giovanni Vescovi         | SC | 4,5    | 0         | 27,25  | 3,5  | 1        | 6      |
| 10º  | Yago Santiago            | PE | 4,0    | -         | 15,00  | 1.0  | 3        | 5      |
| 11º  | Paulo Jatobá Reis        | BA | 3,5    | -         | 14,50  | 1,0  | 2        | 6      |
| 12º  | Haroldo Cunha dos Santos | SC | 1,5    | -         | 8,00   | 0,5  | 0        | 5      |